# Jewel Concert Tour
Jewel Concert Tour è il terzo album live della cantante giapponese Beni. L'album contiene un DVD della registrazione del concerto di Beni, tenuto al Tokyo Dome City Hall il 10 luglio 2011.

## Tracce
CD
1. 2FACE
2. Toki wo Tomete (トキヲトメテ)
3. Lovin' U
4. Don't Let Go
5. Wasurenaide ne (忘れないでね)
6. Kimi to Nara (君となら)
7. Heaven's Door
8. Heartbreaker
9. First Time
10. See U Again
11. Smile

DVD
1. Jewel Intro
2. 2FACE
3. Toki wo Tomete (トキヲトメテ)
4. Lovin' U
5. Don't Let Go
6. Dakishimete feat. Dohzi-T (抱きしめて)
7. GO ON
8. Kiss Kiss Kiss
9. KIRA☆KIRA☆
10. Anything Goes!!
11. Wasurenaide ne (忘れないでね)
12. Kimi to Nara (君となら)
13. Heaven's Door
14. Heartbreaker
15. First Time
16. See U Again
17. stardust
18. Yura Yura (ユラユラ)
19. Mou Nido to... (もう二度と…)
20. Smile